# Atomfysik
Atomfysik är den vetenskapliga studien av atomernas struktur, deras energinivåer och  växelverkan med andra partiklar och fält. Studien behandlar huvudsakligen elektronernas fördelning i elektronorbital runt atomkärnan och de processer som ändrar fördelningen. 
Termen atomfysik blir ofta felaktigt associerad med kärnkraft och kärnvapen på grund av hopblandning av termerna atomkraft och kärnkraft i det svenska språket. Dock skiljer fysiker på atomfysiken, som behandlar atomer som system bestående av elektroner och atomkärnor, och kärnfysiken som behandlar endast atomkärnor, deras beståndsdelar och processer.
Atomfysik behandlas med hjälp av kvantmekanik. Det antas att rörelsemängdsmomentet bara kan anta vissa diskreta värden, det vill säga rörelsemängdsmomentet är kvantifierat. Dessutom har elektronen ett spinnkvantal, som tar värdet +1/2 eller -1/2.
Utöver (det kvantifierade) spinntalet finns det ett antal andra kvanttal som bestämmer en elektrons orbital.